# Phyllomacromia amicorum
Phyllomacromia amicorum är en trollsländeart som först beskrevs av Gambles 1979.  Phyllomacromia amicorum ingår i släktet Phyllomacromia och familjen skimmertrollsländor. IUCN kategoriserar arten globalt som livskraftig. Inga underarter finns listade i Catalogue of Life.